# Xã Adams, Quận Defiance, Ohio
Xã Adams (tiếng Anh: Adams Township) là một xã thuộc quận Defiance, tiểu bang Ohio, Hoa Kỳ. Năm 2010, dân số của xã này là 947 người.